# Campan
Campan is een gemeente in het Franse departement Hautes-Pyrénées (regio Occitanie). De plaats maakt deel uit van het arrondissement Bagnères-de-Bigorre. Een aantal gehuchten maken deel uit van deze gemeente, waaronder Sainte-Marie-de-Campan, Payolle en Espiadet. Campan telde op 1 januari 2022 1.264 inwoners.
De marmergroeven van Campan waren al bekend bij de Romeinen. Bij de bouw van het paleis van Versailles onder koning Lodewijk XIV werd veel gebruik gemaakt van het Campanmarmer.

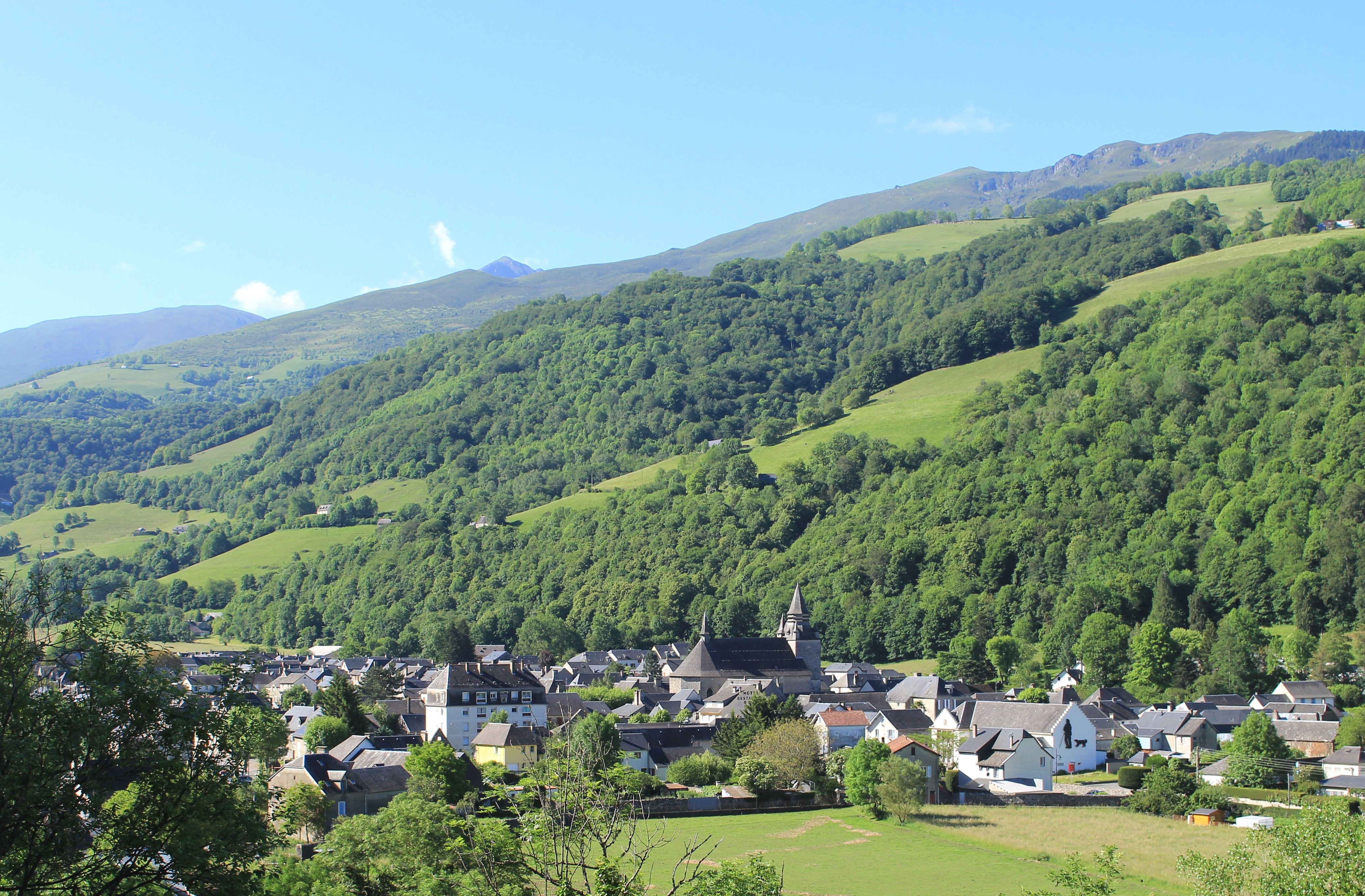
Campan
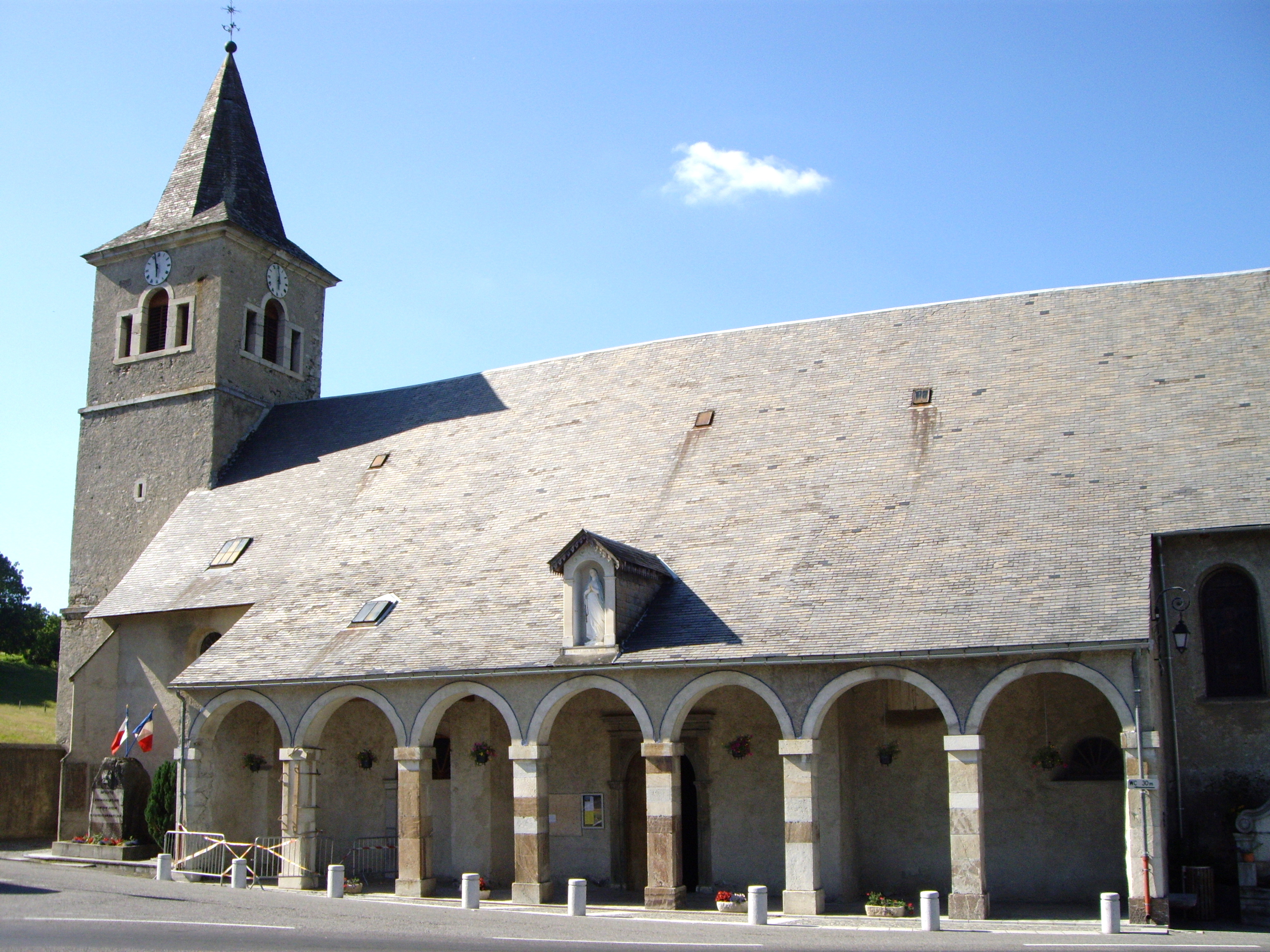
Notre-Dame-de-l'Assomption de Sainte-Marie-de-Campan

## Geografie
De oppervlakte van Campan bedroeg op 1 januari 2022 95,41 vierkante kilometer; de bevolkingsdichtheid was toen 13,2 inwoners per km².

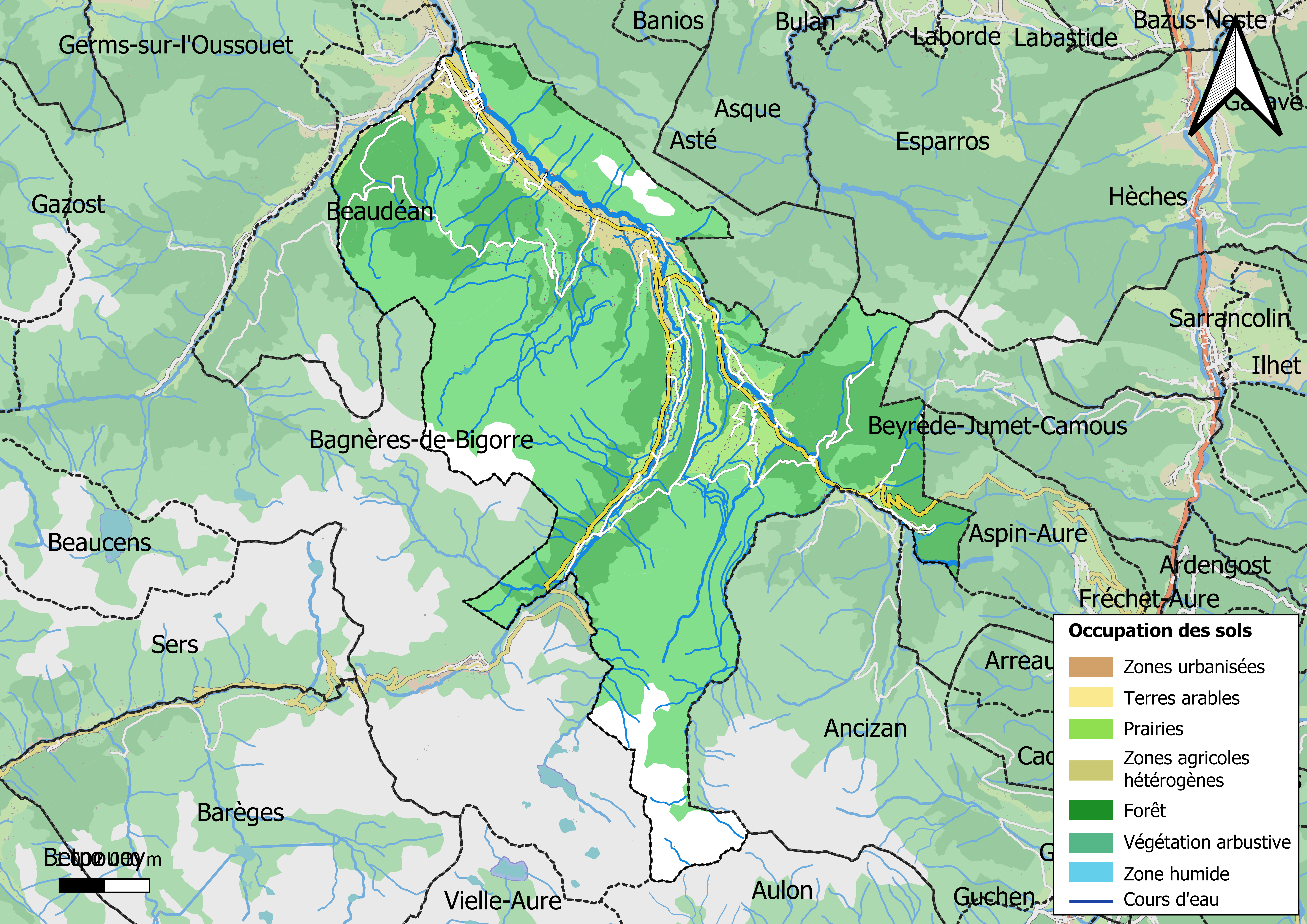
Kaart van de gemeente met belangrijkste infrastructuur, bodemgebruik en omliggende gemeenten

## Demografie
Onderstaande figuur toont het verloop van het inwonertal (bron: INSEE-tellingen).